# Saprosites malkini
Saprosites malkini är en skalbaggsart som beskrevs av Renaud Maurice Adrien Paulian 1958. Saprosites malkini ingår i släktet Saprosites och familjen Aphodiidae. Inga underarter finns listade i Catalogue of Life.